# Ƨ
Das Ƨ (kleingeschrieben ƨ) ist ein Buchstabe des lateinischen Schriftsystems. Typographisch wird er meist als ein vertikal gespiegeltes S realisiert.
In Zhuang war der Buchstabe aufgrund seiner Ähnlichkeit zur Ziffer Zwei von 1957 bis 1986 in Gebrauch und wurde zur Kennzeichnung des zweiten, tief fallenden Tons, verwendet. 1986 wurde er durch das Z ersetzt.
Ƨ, als gespiegeltes S, wurde auch im römischen Zahlensystem als Zahlzeichen für den Bruch 1⁄72 (sextula) verwendet.

## Darstellung auf dem Computer
Unicode enthält das Ƨ an den Codepunkten U+01A7 (Großbuchstabe) und U+01A8 (Kleinbuchstabe).